# William Denison
William Thomas Denison (ur. 3 maja 1804 w Londynie, zm. 19 stycznia 1871 w East Sheen, dziś część Londynu) – brytyjski wojskowy, inżynier i administrator kolonialny, gubernator Ziemi Van Diemena (1847–1855), Nowej Południowej Walii (1855–1861) i Madrasu (1861–1866). Przez dwa miesiące był też p.o. wicekróla Indii (1863–1864).

## Życiorys

### Wykształcenie i służba wojskowa
Był absolwentem elitarnej szkoły średniej Eton College, a także studiów na Royal Military College w Sandhurst. W 1826 został żołnierzem służby czynnej, służącym w wojskach inżynieryjnych. Znaczną część swojej kariery wojskowej spędził w Kanadzie, gdzie był jednym z inżynierów wojskowych zaangażowanych w budowę kanału Rideau. W późniejszym okresie zajmował się pracami związanymi z technicznym utrzymaniem portów wojennych i innych instalacji wojskowych zarówno w Anglii, jak i na Bermudach.

### Administrator kolonialny

#### Ziemia van Diemena
W 1846 otrzymał propozycję objęcia stanowiska gubernatora Ziemi van Diemena, jednej z kolonii australijskich, znajdującej się na wyspie zwanej dziś Tasmanią. Oficjalnie objął tam rządy 25 stycznia 1847 roku. Jego kadencja upłynęła pod znakiem niezwykle napiętych stosunków z miejscowymi elitami politycznymi i sędziowskimi, które próbowały ograniczać jego swobodę podejmowania decyzji, zwłaszcza w sprawach podatkowych. Dodatkowo wizerunek gubernatora pogorszył jego raport na temat Ziemi van Diemena, przesłany na ręce ministra ds. kolonii w Londynie. Denison formułował tam bardzo nieprzychylne opinie na temat tasmańskich kolonistów, jednak był przekonany, że raport przeznaczony jest wyłącznie do wewnętrznego obiegu rządowego, tymczasem trafił też do parlamentu, gdzie wbrew intencjom gubernatora został opublikowany. Gubernator zyskał jednak pewną sympatię miejscowych mieszkańców w drugiej części swojej kadencji, kiedy nie bez oporów, lecz ostatecznie bardzo sprawnie, wziął udział w procesie zwiększania autonomii kolonii, dzięki któremu pozycja ustrojowa gubernatora została znacznie ograniczona na rzecz wybieralnej miejscowej legislatury.

#### Nowa Południowa Walia
W 1855 otrzymał stanowisko gubernatora Nowej Południowej Walii, a także przyznany po raz pierwszy tytuł gubernatora generalnego Australii, który miał jednakże znaczenie głównie honorowe, bowiem każda z kolonii australijskich była zupełnie niezależna administracyjnie i podlegała tylko Londynowi. Podobnie jak na Tasmanii, w Nowej Południowej Walii przyszło mu urzędować w okresie istotnych reform ustrojowych, za sprawą których rola gubernatora zmniejszyła się, wzrosło zaś znaczenie parlamentu i odpowiedzialnego przed nim rządu autonomicznego. Za jego kadencji nastąpiło także wydzielenie północnej części Nowej Południowej Walii i utworzenie tam nowej kolonii pod nazwą Queensland, przy czym w wyniku prowadzonych przez Denisona negocjacji z Londynem, granica została przesunięta na północ względem pierwotnych planów, dzięki czemu zmniejszył się nieco obszar terytorium utraconego przez Nową Południową Walię. Zlikwidował również kolonię karną na wyspie Norfolk, przez wiele wcześniejszych dekad służącą do izolacji najbardziej zatwardziałych przestępców. Otworzył również pierwszą w Nowej Południowej Walii linię kolejową.

#### Madras
W 1861 został przeniesiony do Indii Brytyjskich, gdzie otrzymał jeden z najbardziej prestiżowych urzędów kolonialnych w tej części imperium brytyjskiego, a mianowicie stanowisko gubernatora Madrasu. W czasie swojej pięcioletniej kadencji skupił się na projektach infrastrukturalnych, w czym bardzo pomocne okazało się jego wykształcenie inżynierskie, zwłaszcza na budowie sieci irygacyjnych. Na przełomie lat 1863 i 1864 był przez dwa miesiące tymczasowym wicekrólem Indii w okresie między śmiercią lorda Elgina a przybiciem nowego wicekróla, którym został John Lawrence. Pierwotnie p.o. wicekróla był Robert Napier, lecz wkrótce zastąpił go Denison.

### Późniejsze życie
W 1866 powrócił do Anglii, gdzie w ciągu kolejnych czterech lat spisał swoje wspomnienia, wydane w 1870 w dwóch tomach pod tytułem Varieties of Vice-Regal Life (Rozmaitości z życia wicekróla). W 1871 zmarł w miasteczku East Sheen, dziś stanowiącym część Londynu. Miał 66 lat.

### Odznaczenia i upamiętnienie
W 1846, tuż przed swoim wyjazdem na Ziemię van Diemena, otrzymał tytuł szlachecki Sir. W 1856 został uhonorowany Krzyżem Komandorskim Orderu Łaźni. Jego imię noszą obecnie dwa okręgi wyborcze: do parlamentu federalnego Australii oraz do parlamentu stanowego Tasmanii.

### Życie prywatne
Od 1838 aż do swojej śmierci był żonaty z Caroline Hornby, z którą dochował się dziesięciorga dzieci.